# Brouwershaven

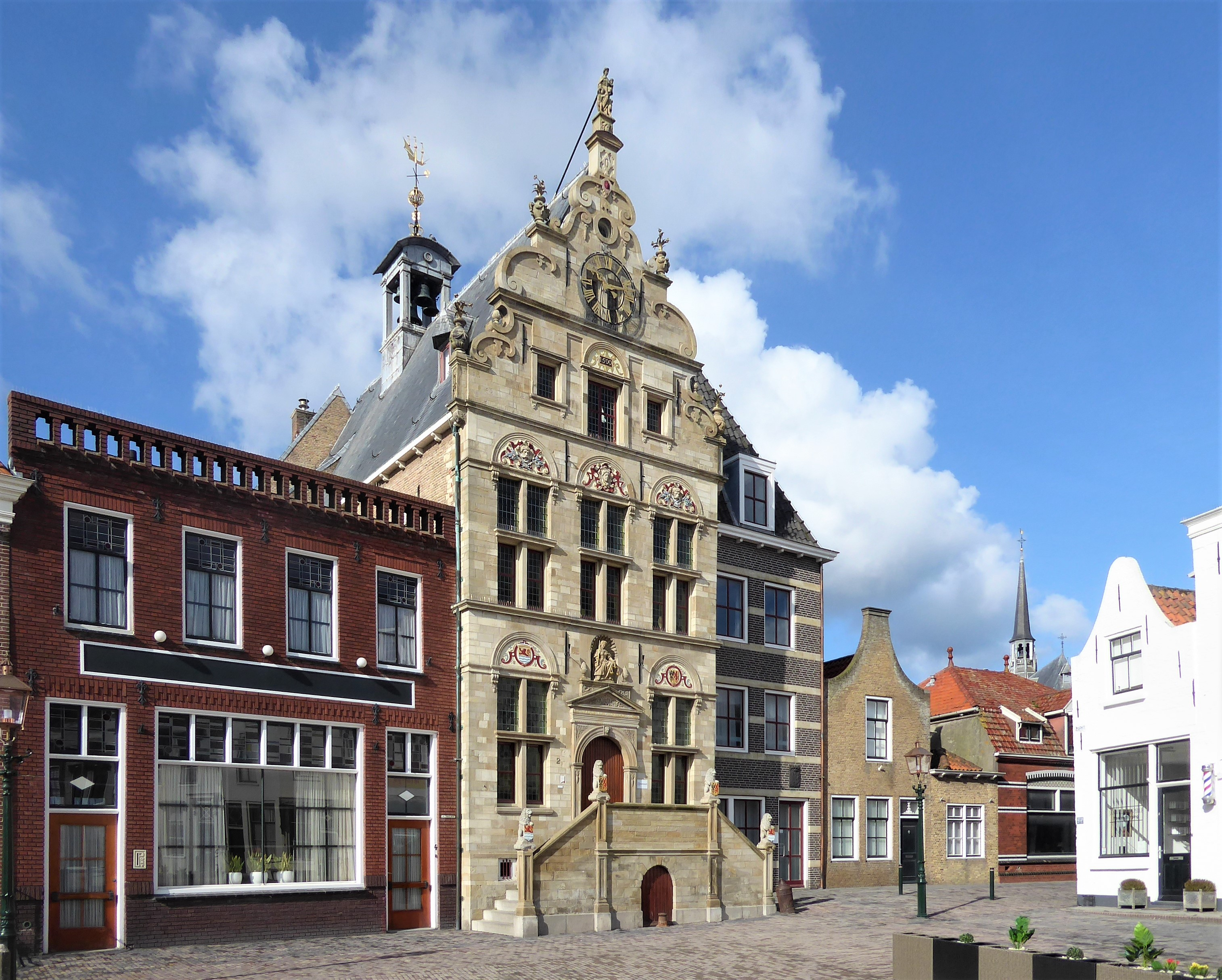
Raadhuis van Brouwershaven

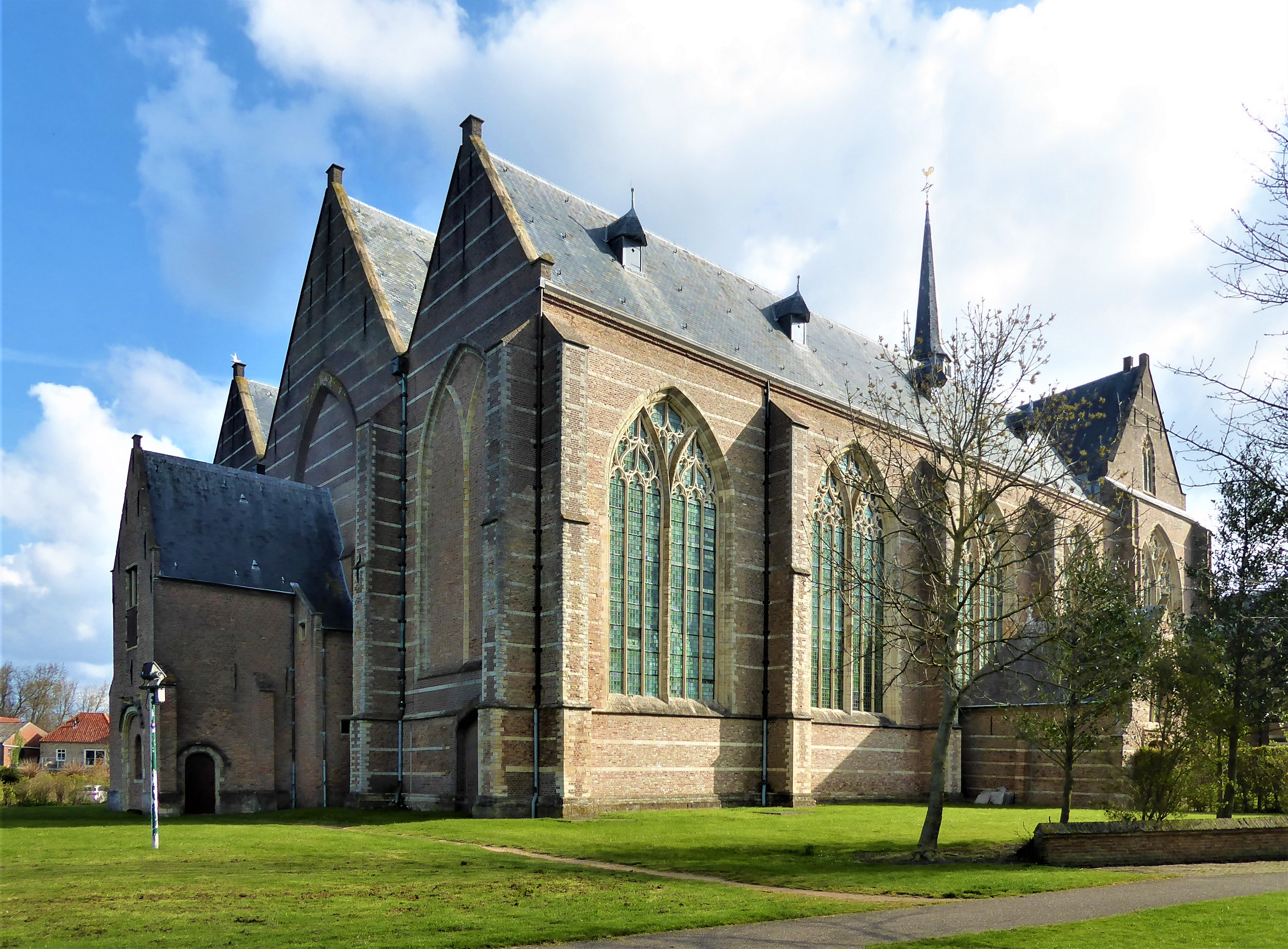
Sint-Nicolaaskerk van Brouwershaven

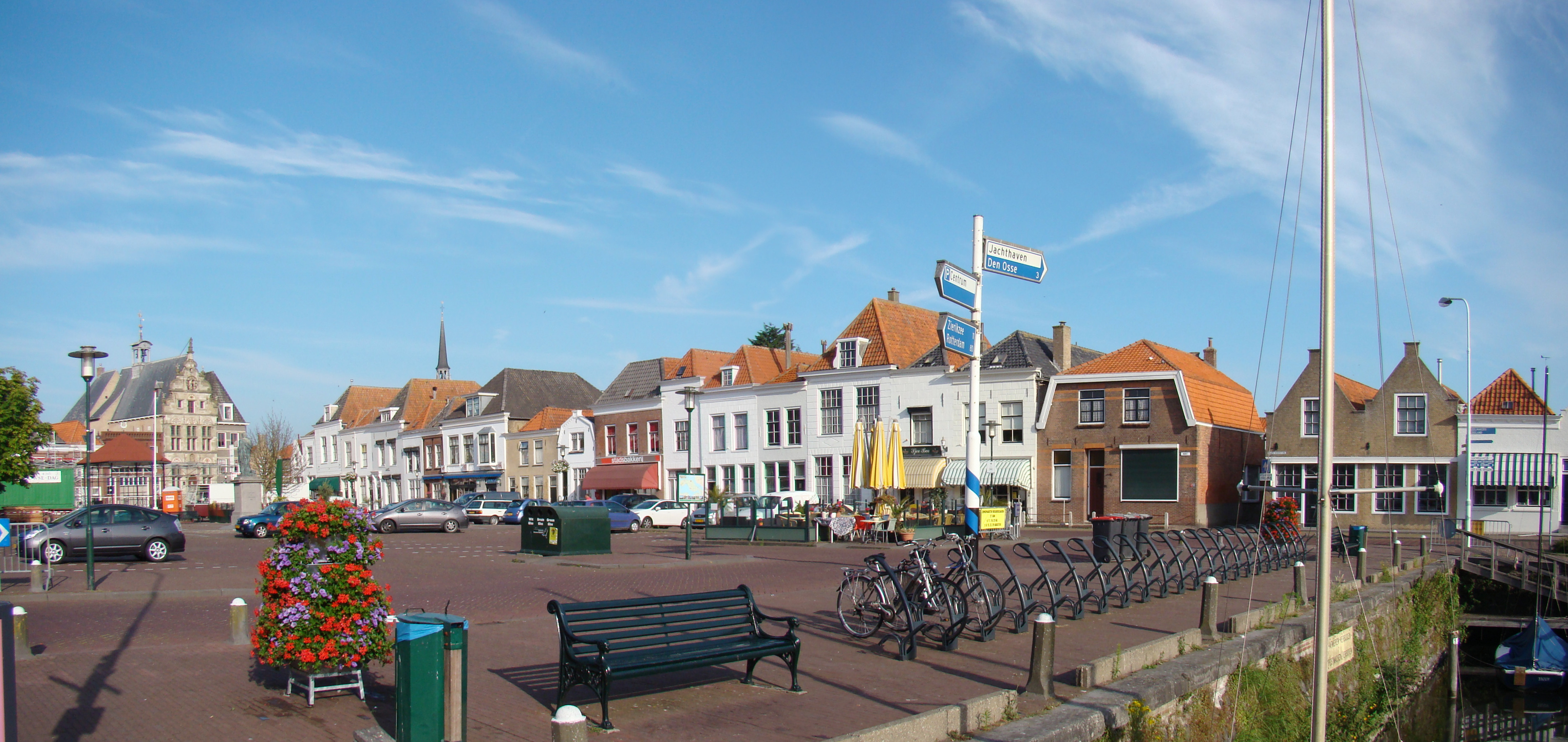
Raadhuis en haven

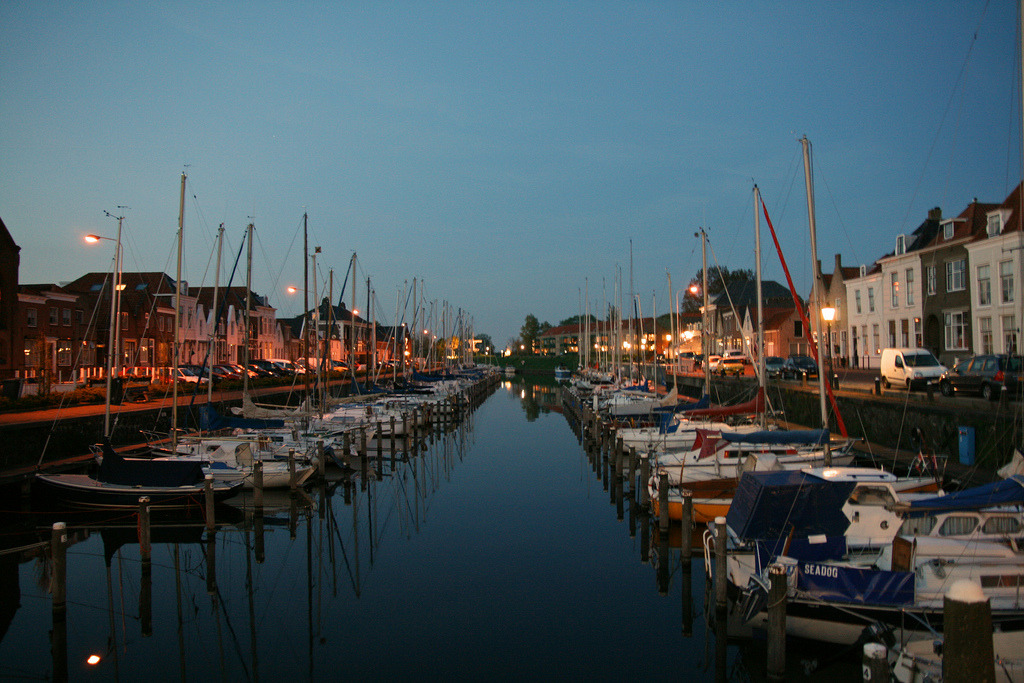
De jachthaven

Brouwershaven (Zeeuws: Brouwesaeven of kortweg Brouw) is een Nederlandse stad op het voormalige eiland Schouwen en maakt deel uit van de gemeente Schouwen-Duiveland in de provincie Zeeland. Het is gelegen aan het Grevelingenmeer. Tot 1 januari 1961 was Brouwershaven een zelfstandige gemeente, waarna het de hoofdplaats werd van de nieuwe gemeente Brouwershaven. Op 1 januari 2023 had de stad 1.255 inwoners, het gebied binnen de oude verdedigingswerken is sinds 1973 beschermd stadsgezicht en is een van de beschermde stads- en dorpsgezichten in Zeeland.

## Geschiedenis
Brouwershaven is circa 1285 gesticht als nieuwe haven voor Brijdorpe, van welk dorp de haven verzand was. De naam Brouwershaven komt voor het eerst voor in 1318. In 1403 kreeg de stad stadsrechten van Albrecht van Beieren, maar zij had geen zitting in de Staten van Zeeland. Een in 1619-1620 ondernomen poging om zitting te krijgen mislukte door tegenwerking van eerste edele prins Maurits en de Gecommitteerde Raden zodat Brouwershaven altijd een smalstad is gebleven.
De geschiedenis van Brouwershaven is er een van verbondenheid met het water. De vangst van vis en schelpdieren was een belangrijke inkomstenbron. Maar ook de handel in wijn en bier, hout en steen, wol en vlas, rapen en bieten deed de stad groeien. Lange tijd vormde ook darinkdelven een bron van inkomsten. Toen dit verboden werd, haalde men het zout uit warme streken waar de zon zeewater kon laten verdampen, Portugal bijvoorbeeld. Dat zout werd voor een flink deel doorgevoerd naar de havens aan de Oostzee, waar weer hout en andere producten werden ingekocht.
In 1575 werd de nauwelijks versterkte stad veroverd door Spaanse troepen en vervolgens in brand gestoken. Vanaf 1590 werd Brouwershaven voorzien van aarden stadswallen, omgeven door een natte gracht. Vijf poorten gaven toegang tot de stad. Bij de stormvloed van 1682 werd een deel van de vestingwerken vernietigd. De vesting werd opgeheven in 1820, waarna ze werd ontmanteld. De wallen en grachten aan de oost- en noordzijde van de stad zijn bewaard gebleven.
Tot in de negentiende eeuw bood Brouwershaven economisch gezien een wisselend beeld. Brouwershaven beleefde vooral gedurende de 17e eeuw een bloeiperiode als vissershaven. Tijden van voor- en tegenspoed wisselden elkaar af. Brouwershaven had één gebrek: de weg van de eigenlijke haven naar de Grevelingen was lang en smal. De schepen werden groter en het smalle kanaal en een zandplaat  weerhielden deze grotere handelsschepen om de haven binnen te varen en Brouwershaven ging maritiem achterlopen.
In de negentiende eeuw was er een opleving toen de Brielse Maas en het Goereese Gat verzandden. Rotterdam dreigde onbereikbaar te worden voor zeeschepen en daarom verschenen er steeds meer hoge masten op de rede van Brouwershaven, waar de lading werd overgeplaatst op kleinere schepen. De rijksoverheid bouwde dan ook een groot kantoor voor het loodswezen en voor de belastingdienst en ook een aanzienlijke werkplaats voor tonnen die de vaarweg bebakenden. Na het graven van de Nieuwe Waterweg (1872) verdween de functie van overslaghaven voor Rotterdam.
Pas na de watersnood van 1953 kwam de smalstad opnieuw tot leven door de verbeterde verbindingen dankzij de Deltawerken, de aanleg van een jachthaven en stimulering van het toerisme, nu de economische drager van Brouwershaven.

## Monumenten
Het silhouet van Brouwershaven wordt bepaald door de Sint-Nicolaaskerk, waarvan de bouw begon in ca. 1325. In verschillende fasen werd de kerk uitgebreid tot een drieschepige hallenkerk die halverwege de zestiende eeuw zijn definitieve vorm kreeg. Het raadhuis van Brouwershaven bestaat uit twee delen en heeft twee voorgevels. Het oudste gedeelte, onder aan de dijk, werd in 1599 uitgebreid met een gedeelte aan de havenzijde.
Op de markt staat een door de Gentse beeldhouwer G. Parmentier gemaakt standbeeld van Jacob Cats, dat onthuld is in 1829. Op de stadswallen staan twee windmolens, korenmolen De Haan uit 1724 en de kleine maar functionele molen Windlust uit 1935.
Aan de Haven Zuidzijde ligt het Brouws Museum, een historisch maritiem museum over de geschiedenis van de stad.
Zie ook:
- Lijst van rijksmonumenten in Brouwershaven
- Lijst van gemeentelijke monumenten in Brouwershaven

## Naam
Als verklaring voor de naam Brouwershaven wordt vaak gedacht aan de belangrijke rol die de stad gespeeld zou hebben bij de import van bier uit Delft. Er zijn echter geen gegevens bekend die bevestigen dat Brouwershaven deze rol daadwerkelijk gehad heeft. Bovendien zou de stad in het geval van grootschalige bierhandel wel "Bierhaven" genoemd zijn, plaatsen worden nooit vernoemd naar mensen die er niet komen, tenzij het om heiligen of vorsten gaat. De naam Brouwershaven heeft wellicht betrekking op "de haven van ene Brouwer", maar nadere gegevens zijn niet bekend.

## Wapen
Het wapen van Brouwershaven kwam reeds voor op een schilderij uit 1540 en bestaat uit in goud een adelaar van sabel (zwart), het wapen van Lodewijk van Beieren, met op de borst het wapen van zijn vrouw Margaretha II van Henegouwen. In dit ruitvormige schild zijn de vier leeuwen in de loop der tijd van positie veranderd, in de huidige versie zijn ze elkaar twee aan twee toegewend. Naast de adelaar staat in goud een klimmende leeuw van keel (rood), afkomstig uit het wapen van Holland. Het schild wordt gedekt door een gouden kroon met vijf bladeren. Een dergelijke kroon werd eigenlijk alleen toegekend aan steden met zitting in Provinciale Staten en is in dit geval ten onrechte verleend omdat Brouwershaven nooit zitting heeft gehad in de Staten van Zeeland.
Het wapen werd als gemeentewapen bevestigd op 31 juli 1817, na de gemeentelijke herindeling van 1961 werd het wapen gebruikt als wapen van de nieuwe gemeente Brouwershaven. Sinds de herindeling van 1997 doet de leeuw dienst als schildhouder in het wapen van Schouwen-Duiveland.

## Verenigingen
Verenigingen in Brouwershaven zijn onder meer:
- Voetbalvereniging ASV Brouwershaven

## Geboren in Brouwershaven
- Jacob Cats (1577-1660), dichter en jurist
- Barbara Adriaens (ca. 1611-na 1636) soldaat en travestiet
- Andries Schraver (1754-1826), waterbouwkundig ingenieur
- Anton Constandse (1899-1985), anarchist, schrijver en journalist
- Jan Andreas Verhoeff (1911-1944), kunstschilder, opgehangen verzetsman
- Hendrik Pieter Everwijn (1914-1988), VVD-politicus, burgemeester

## Afbeeldingen

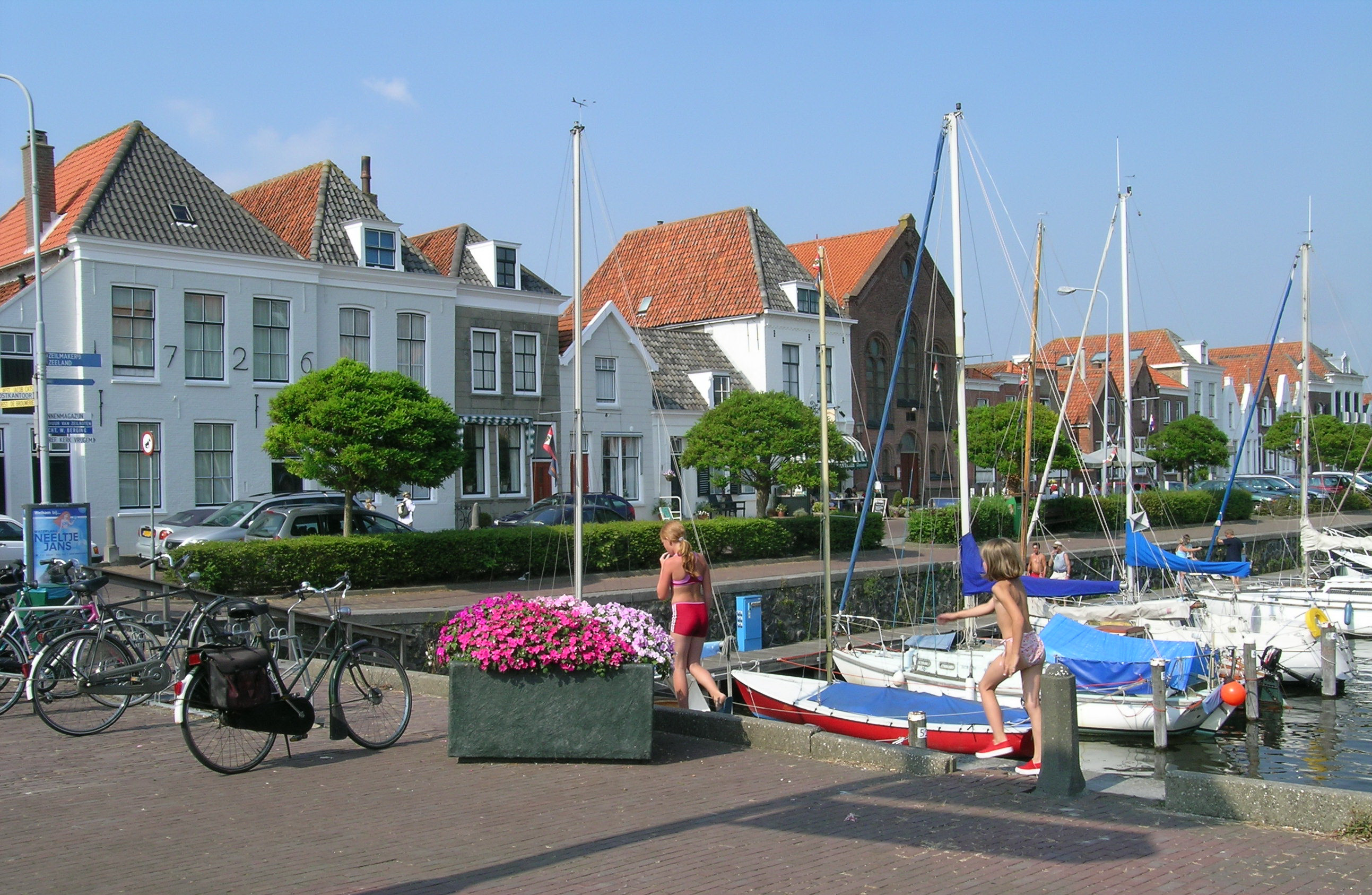
Haven
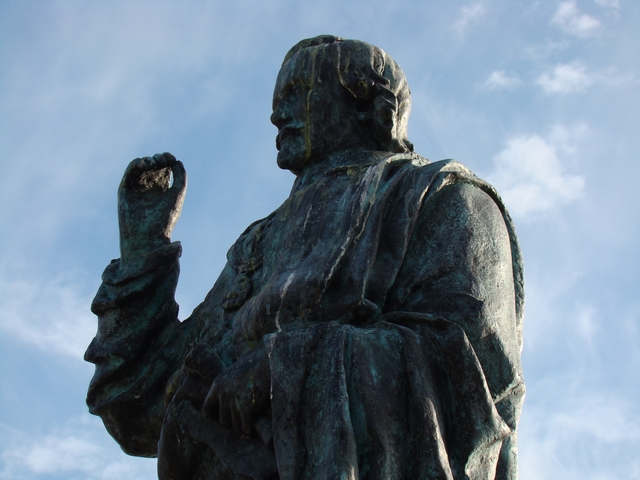
Standbeeld van Jacob Cats

Aardenburg (1127) · Arnemuiden (1574) · Axel (1213) · Biervliet (1187) · Brouwershaven (1403) · Domburg (1223) · Goes (1405) · Hulst (1180) · IJzendijke (1303) · Kortgene (1431) · Middelburg (1217) · Oostburg (1237) · Philippine (1506) · Reimerswaal (1374) · Sint Anna ter Muiden (1242) · Sint-Maartensdijk (1485) · Sluis (1290) · Terneuzen (1584) · Tholen (1366) · Veere (1355) · Vlissingen (1315) · Westkapelle (1223) · Zierikzee (1219)

Steden: Brouwershaven · Zierikzee

Dorpen: Bruinisse · Burgh · Dreischor · Ellemeet · Haamstede · Kerkwerve · Nieuwerkerk · Noordgouwe · Noordwelle · Oosterland · Ouwerkerk · Renesse · Scharendijke · Serooskerke · Sirjansland · Zonnemaire

Buurtschappen: Beldert · Brijdorpe · Burghsluis · Capelle · Den Osse · Elkerzee · Looperskapelle · Moriaanshoofd · Nieuw-Haamstede · Nieuwerkerke · Schuddebeurs · Westenschouwen · Zijpe

Voormalige gemeentes/plaatsen: Bloois · Bommenede · Duivendijke · Klaaskinderkerke · Rengerskerke en Zuidland · Viane

Zeeland: Steden en dorpen in Zeeland      Nederland: Provincies · Gemeenten